# Ameriški mastodon
Ameriški mastodon (znanstveno ime Mammut americanum) je izumrl približno 8.000 let pr. n. št.. Bil je zelo razširjen po vsej Severni Ameriki. Najstarejši ostanki ameriškega mastodona so stari 3.7 milijona let. 
Tako, kot dlakavi mamut je bil tudi ameriški mastodon pokrit z gosto dlako, a je imel podolgovato čokato telo z naprej obrnjenimi okli, ki so bili zaviti, a ne tako, kot pri mamutih. V plečih je meril 3 metre.
Najprimernejše okolje za ameriškega mastodona so hladni iglasti gozdovi, kjer se je prehranjeval z vejami.
Verjetno je živel v podobnih skupinah, kot današnji sloni.